# Дейтеранопия
Дейтеранопия (от греч. δεύτερος «второй», греч. ἀ(ν)- отриц. частица, греч. ὄψις «зрение») — характерна для 1 % людей, форма частичной цветовой слепоты, обычно врождённой, которая характеризуется пониженной чувствительностью к некоторым цветам, в основном к зелёному. У дейтеранопов отмечается недостаток пигмента М-колбочек, вследствие чего подверженные дейтеранопии относительно нечувствительны к средним длинам волн зелёной части спектра, но при этом воспринимают коротковолновую часть спектра как синий цвет и длинноволновую — как жёлтый. Светло-зелёный цвет воспринимается подверженными дейтеранопии как тёмно-красный, фиолетовый — как голубой, пурпурный — как серый. На сегодняшний день данная особенность неизлечима.